# روبرت بيير
روبرت بيير (بالإنجليزية: Robert Pierre)‏ هو مغني أمريكي، ولد في 17 أكتوبر 1992.

## وصلات خارجية
- الموقع الرسمي